# Mitrofan (Butynski)
Mitrofan, imię świeckie Wołodymyr Butynski (ur. 17 czerwca 1978 w Nakwaszy) – biskup Kościoła Prawosławnego Ukrainy (do 2018 Ukraińskiego Kościoła Prawosławnego Patriarchatu Kijowskiego).

## Życiorys
1 października 2006 wyświęcony został na kapłana. 25 sierpnia 2013 otrzymał chirotonię biskupią (został ordynariuszem eparchii charkowskiej, z tytułem biskupa charkowskiego i bohoduchowskiego).